# یواس‌اس چاکاوان (ای‌او-۱۰۰)
یواس‌اس چاکاوان (ای‌او-۱۰۰) (به انگلیسی: USS Chukawan (AO-100)) یک کشتی بود که طول آن ۵۵۳ فوت (۱۶۹ متر) بود. این کشتی در سال ۱۹۴۵ ساخته شد.